# Jelle Vanendert
Jelle Vanendert (Neerpelt, 19 februari 1985) is een gewezen Belgisch wielrenner die op 15 september 2021 zijn laatste koers reed, GP Wallonië. Vanendert is een inwoner, en tevens ambassadeur, van de stad Hamont-Achel. In maart 2022 werd Vanendert koersdirecteur van de Omloop van Valkenswaard.

## Biografie

### Bij de jeugd
Als junior maakt Vanendert in 2003 deel uit van de Belgische selectie voor het wereldkampioenschap te Hamilton in Canada. Hij behaalde daar tijdens de wegrit de 43e plaats.
In 2004 reed hij voor Jartazi Granville Team. Een jaar later reed hij samen met onder anderen Dominique Cornu, Greg Van Avermaet en Jürgen Roelandts voor Bodysol - Win for Life - Jong Vlaanderen.
In 2006 won hij, nog steeds voor Bodysol - Win for Life - Jong Vlaanderen rijdend de GP van Waregem. Hij won ook een etappe in de Ronde van de Isard die aankwam in Guzet-Neige. In deze rittenkoers, waarin hij twee dagen de leiderstrui droeg, eindigde hij uiteindelijk als 15e. Tijdens het Europees kampioenschap wielrennen eindigt Vanendert op de zevende plaats en in het wereldkampioenschap voor beloften in Salzburg weet hij zich zelfs in de top vijf te plaatsen.

### 2007: Eerste profjaar
Door zijn prestaties tijdens het WK in Salzburg kreeg Vanendert in 2007 een contract aangeboden bij Chocolade Jacques - Topsport Vlaanderen. Mede door zijn 13e plaats in de Waalse Pijl tijdens zijn eerste profseizoen werd hij bestempeld als een grote belofte.

### 2008-2010: Blessureleed
Na herniaproblemen in het begin van het seizoen kwam Vanendert in juni tijdens de Dauphiné Libéré ten val in de afdaling van de Col du Cucheron en liep hij een bekkenbreuk op. Pas in september, in de Vuelta, kon hij zijn rentree maken. In zijn eerste grote ronde behaalde hij een 101ste plaats.
In 2009 reed Vanendert zijn eerste seizoen bij Omega Pharma-Lotto, maar door enkele kleinere blessures kon hij in het hele seizoen geen hoog vormpeil bereiken.
In de Ruta del Sol kwam Vanendert voor de tweede keer in zijn nog jonge carrière ten val. Hij blesseerde zich hier zwaar aan de knie: Aan de buitenkant van de knie was er geen kraakbeen meer. Omdat niet dadelijk de juiste diagnose gesteld werd, viel het grootste deel van zijn seizoen in het water. Na een lange revalidatie startte hij in de Vuelta, maar daar moest hij met pijn in zijn knie opgeven. Hij zag zijn plannen om tijdens het WK te presteren in het water vallen.

### 2011: Doorbraak als topper
2011 was voor Vanendert het eerste jaar in zijn carrière waarin hij pijnvrij kon fietsen. Hij slaagde er na drie jaar van blessureleed in om zijn talent te ontplooien en uit te groeien tot een topper.
In de Waalse Pijl behaalde Vanendert als helper voor Philippe Gilbert een zesde plaats. Gilbert zelf won die koers. Ook in de Amstel Gold Race en Luik-Bastenaken-Luik hielp Vanendert zijn kopman aan de overwinning. Zelf slaagde hij erin in deze twee klassiekers telkens in top 20 te eindigen.
Vanendert vertrok in juli als helper voor Jurgen Van den Broeck naar de Ronde van Frankrijk, maar zag zijn doelen gewijzigd na de val van zijn kopman. Van den Broeck gaf met onder andere een schouderbreuk, een klaplong en enkele gebroken ribben op tijdens de negende rit. Tijdens de eerste week van de Tour had Vanendert zijn andere kopman Gilbert al met succes aan een overwinning en de gele trui geholpen en was hij al vaak aan het werk geweest om de groene trui van Gilbert te verdedigen. In de bergen was hij nu zonder kopman voor het klassement vrij om aan te vallen en zag dit tijdens de twaalfde rit verzilverd met een tweede plaats. De twaalfde etappe was een bergetappe in de Pyreneeën die over de Tourmalet ging en aankwam bovenop Luz-Ardiden. In de afdaling van de Tourmalet reed Gilbert weg met Vanendert in zijn spoor. Op de klim van Luz-Ardiden ontsnapte Vanendert vervolgens samen met olympisch kampioen Samuel Sánchez. De twee bleven voorop tot aan de finish waar Vanendert in de sprint geklopt werd door Sánchez. Twee dagen later wist Vanendert tijdens zijn eerste deelname aan de Ronde van Frankrijk zijn eerste overwinning uit zijn profcarrière te behalen. Hij deed dit in de koninginnenrit van de Pyreneeën, met aankomst op Plateau de Beille. Op de slotklim waren al enkele aanvallen gekomen van Andy en Fränk Schleck om Alberto Contador te lossen, maar geen van de favorieten stak boven de rest uit en het selecte groepje bleef dus samen. Vanendert kon deze aanvallen zonder probleem beantwoorden en zag op zeven kilometer van de top zijn kans om zelf aan te vallen. Toen Sánchez op enkele kilometers van de finish ook aanviel leek het nog alsof hij net als twee dagen eerder roet in het eten kwam gooien, maar deze bleef na zijn initiële versnelling hangen op 25 seconden. Vanendert hield stand tot op de finish en volgde met deze overwinning bovenop Plateau de Beille Marco Pantani (1998), Lance Armstrong (2002 en 2004) en Alberto Contador (2007) op. Hij nam ook de bolletjestrui over van de Fransman Jérémy Roy als leider in het bergklassement. Het was overigens al 30 jaar geleden dat een Belg een bergrit in lijn (met aankomst op een col) in de Tour gewonnen had: in 1981 won Lucien Van Impe de vijfde rit. Dezelfde Van Impe won in 1983 weliswaar nog eens in de bergen, maar dan in een klimtijdrit. Vanendert wist zijn bolletjestrui vast te houden tot de negentiende rit naar Alpe d'Huez, waar het Samuel Sánchez was die de trui permanent overnam. Hij moest in het bergklassement ook nog Andy Schleck laten voorgaan en eindigde zo op de derde plaats.

### 2012: De bevestiging
In 2012 rijdt Jelle Vanendert een goed voorjaar. Hij hoeft niet meer te knechten voor Philippe Gilbert dus mag hij nu zijn eigen kansen gaan in de Ardennen week.
In de Amstel Gold Race rijdt Vanendert met de besten de Cauberg op en wordt 2e in deze World Tourkoers. Hiermee liet hij toppers als Peter Sagan en Philippe Gilbert achter zich. In de Waalse Pijl doet hij wederom mee voor de prijzen, maar valt hij juist naast het podium. In Luik-Bastenaken-Luik finisht Vanendert samen met de topfavorieten en wordt hij met zijn 10de plaats beste Belg. Hij is samen met Bauke Mollema ook de enige renner in het peloton die in alle drie de heuvelklassiekers een top 10-plaats noteert.
In de Ronde van Frankrijk moest Vanendert knechten voor Jurgen Van den Broeck. Mede hierdoor en door aanslepende rugklachten slaagde hij er niet in een rol van betekenis te spelen voor de bolletjestrui. Hij toonde wel wederom zijn klimmerskwaliteiten en waarde als knecht, door VDB te helpen de schade te beperken ten opzichte van de gele trui, nadat hij aan de voet van de beklimming naar La Planche des Belles Filles pech had. Zijn grootste verdienste tijdens die tour was tijdens de 17e etappe, waar hij een gooi deed naar de ritoverwinning, maar uiteindelijk werd gegrepen. Hierna zette hij zich aan kop van het peloton en legde een hoog tempo op in dienst van Van den Broeck. Hierdoor moesten Tejay van Garderen en Cadel Evans lossen en werd de 4e plaats van VDB veilig gesteld.

### 2013: Pech
Sinds december 2012 werkt Vanendert samen met een Nederlandse trainer. Bewegingswetenschapper en voedingsdeskunige Alan Smeets maakt nu de trainingsschema's voor Vanendert en helpt hem met zijn voeding. Het hele voorjaar lang lijkt Vanendert niet in topvorm te geraken. Zijn prestaties vallen tegen met als hoogste klassering een 13de plaats in de Amstel Gold Race. In het Critérium du Dauphine moet hij al bij de eerste beklimming lossen, en na enkele dagen stapt hij af. Uiteindelijk zal blijken dat Vanendert een parasiet heeft waardoor hij de Ronde van Frankrijk moet laten passeren. In de Ronde van Spanje moest hij opgeven wegens onderkoeling.

## Overwinningen
2006
Grote Prijs van Waregem
2007
Vlaamse Pijl
2011
14e etappe Ronde van Frankrijk
2018
4e etappe Ronde van België

## Resultaten in voornaamste wedstrijden
| Jaar | Ronde van Italië | Ronde van Frankrijk | Ronde van Spanje |
| ---- | ---------------- | ------------------- | ---------------- |
| 2005 |                  |                     |                  |
| 2007 |                  |                     |                  |
| 2008 |                  |                     | 101e             |
| 2009 | opgave           |                     |                  |
| 2010 |                  |                     | opgave           |
| 2011 |                  | 20e (1)             |                  |
| 2012 |                  | 29e                 |                  |
| 2013 |                  |                     | opgave           |
| 2014 |                  |                     |                  |
| 2015 |                  |                     | 82e              |
| 2016 | 91e              |                     |                  |
| 2017 |                  |                     |                  |
| 2018 |                  | opgave              |                  |
| 2019 | opgave           |                     |                  |
| 2020 |                  |                     |                  |
| 2021 |                  |                     |                  |

| Jaar | Milaan-San Remo | Gent-Wevelgem | Ronde van Vlaanderen | Amstel Gold Race | Luik-Bast.‑Luik | Ronde van Lombardije | Waalse Pijl | Clásica San Sebastián | Brabantse Pijl |  | Wereldranglijsten |
| ---- | --------------- | ------------- | -------------------- | ---------------- | --------------- | -------------------- | ----------- | --------------------- | -------------- |  | ----------------- |
| 2005 |                 |               |                      |                  |                 |                      |             |                       | 75e            |  |                   |
| 2007 |                 |               |                      | 54e              | 26e             |                      | 13e         |                       | 25e            |  |                   |
| 2008 |                 |               |                      | 38e              | 82e             |                      | 52e         |                       | 17e            |  |                   |
| 2009 |                 |               |                      | 28e              | 25e             |                      | 38e         |                       | 46e            |  |                   |
| 2010 |                 |               |                      |                  |                 |                      |             | 64e                   |                |  |                   |
| 2011 |                 |               |                      | 13e              | 17e             |                      | 6e          | 9e                    | 26e            |  | 77e (UWT)         |
| 2012 | 92e             |               |                      | ↑                | 10e             | opgave               | 4e          | 29e                   | 7e             |  | 50e (UWT)         |
| 2013 |                 |               |                      | 13e              | 18e             | 35e                  | 39e         |                       |                |  |                   |
| 2014 | opgave          |               |                      | ↑                | 11e             | 12e                  | 6e          | 6e                    |                |  |                   |
| 2015 | 49e             |               |                      | 34e              | 22e             |                      | opgave      | 36e                   |                |  |                   |
| 2016 | 88e             |               |                      | 26e              | 22e             | opgave               | 18e         | 21e                   | 15e            |  |                   |
| 2017 |                 |               |                      | 37e              | 19e             | opgave               | 17e         | 15e                   | 20e            |  | 160e (UWT)        |
| 2018 |                 |               |                      | 10e              | 11e             |                      | ↑           |                       | 40e            |  | 86e (UWT)         |
| 2019 |                 |               |                      | 33e              | opgave          | opgave               | 9e          | 7e                    | 35e            |  | 98e (UWR)         |
| 2020 |                 |               |                      |                  | 23e             |                      | 12e         |                       |                |  |                   |
| 2021 |                 | opgave        | 80e                  |                  | 72e             |                      | 43e         |                       |                |  |                   |

## Ploegen
- 2004 –  Jartazi Granville Team
- 2005 –  Bodysol-Win for Life-Jong Vlaanderen
- 2006 –  Bodysol-Win for Life-Jong Vlaanderen
- 2007 –  Chocolade Jacques-Topsport Vlaanderen
- 2008 –  La Française des Jeux
- 2009 –  Silence-Lotto
- 2010 –  Omega Pharma-Lotto
- 2011 –  Omega Pharma-Lotto
- 2012 –  Lotto-Belisol
- 2013 –  Lotto-Belisol
- 2014 –  Lotto-Belisol
- 2015 –  Lotto Soudal
- 2016 –  Lotto Soudal
- 2017 –  Lotto Soudal
- 2018 –  Lotto Soudal
- 2019 –  Lotto Soudal
- 2020 –  Bingoal-Wallonie Bruxelles
- 2021 -  Bingoal Pauwels Sauces WB

## Trivia
- Op helikopterbeelden van zijn overwinning op Plateau de Beille in de veertiende etappe van de Ronde van Frankrijk 2011 is te zien dat, op het exacte moment dat Vanendert aanvalt uit de kopgroep, er "GO GO JELLE" op de weg geschilderd staat. Vanendert was zich daar niet van bewust.
- Heel toevallig is tijdens de grote momenten van de carrière van Vanendert Samuel Sánchez erg vaak van de partij. Bij zijn zware val in 2008 waarbij hij zijn bekken brak was Vanendert in de ontsnapping met Sánchez. In de Tour van 2011 ging Vanendert op Luz-Ardiden in de ontsnapping met Sánchez en behaalde daarbij de tweede plaats in een bergetappe. Twee dagen later won Vanendert de etappe naar Plateau de Beille, maar opnieuw diezelfde Sánchez maakte het met zijn late uitval nog erg spannend. In datzelfde jaar kruisten hun paden weer. In de Clássica San Sebastián trok Vanendert samen met Sánchez en Devenyns weer in de aanval en eindigde hij uiteindelijk twee plaatsen achter Sánchez, bovendien stonden ze samen op het podium van het bergklassement van San Sebastián.